# اقتباسات مخيفة

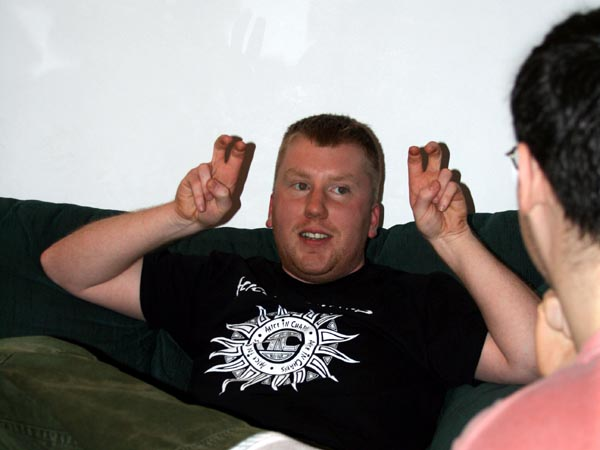

اقتباسات مخيفة (تسمى أيضًا علامات الاقتباس المخيفة،   علامات الاقتباس، وعلامات المراوغة) هي علامات اقتباس يضعها الكاتب حول كلمة أو عبارة للإشارة إلى أنهم يستخدمونها في معيار غير قياسي، ساخر، أو بمعنى آخر. قد تشير الاقتباسات المخيفة إلى أن المؤلف يستخدم مصطلح شخص آخر، على غرار العبارة السابقة بعبارة «ما يسمى»؛  قد تشير إلى الشك أو الخلاف، أو الاعتقاد بأن الكلمات قد أسيء استخدامها، أو أن الكاتب ينوي معنى معاكس للكلمات المضمنة في الاقتباسات.

## التاريخ
ابتكرت إليزابيث أنسكومب مصطلح اقتباسات مخيفة عندما كانت تشير إلى علامات الترقيم في عام 1956، في مقال بعنوان «أرسطو ومعركة البحر»، نشر في العقل. يعود استخدام رمز رسومي على تعبير للإشارة إلى السخرية أو الشكوك إلى أبعد من ذلك بكثير: استخدم مؤلفو اليونان القديمة علامة تسمى Perestigmene المزدوجة لهذا الغرض. ابتداء من التسعينات، أصبح استخدام اقتباسات التخويف على نطاق واسع فجأة.  لقد وضع مؤلفو ما بعد الحداثة على وجه الخصوص نظريات حول وضع علامات الترقيم بين أقواس، بما في ذلك الاقتباسات المخيفة، ووجدوا أسبابًا لاستخدامها المتكرر في كتاباتهم.

## الاستخدام
يستخدم الكتاب اقتباسات مخيفة لعدة أسباب. عند الإشارة إلى الشك أو الغموض في الكلمات أو الأفكار ضمن العلامات،  أو حتى ازدراء صريح. يمكن أن تشير إلى أن الكاتب يسيء استخدام كلمة أو عبارة عن قصد  أو أن الكاتب غير مقنع بالنص في الاقتباسات،  ويمكن أن يساعد الكاتب على إنكار المسؤولية عن الاقتباس. بشكل عام، يعبرون عن المسافة  بين الكاتب والاقتباس. 

For example: 